# Forevermore (album Shadows Fall)
Forevermore – minialbum amerykańskiego zespołu Shadows Fall, wydany nakładem wytwórni Atlantic Records.

## Lista utworów
| 1. | "Forevermore"                | 05:18 |
|    |                              |       |
| 2. | "Fade into Smoke"            | 04:03 |
|    |                              |       |
| 3. | "Stupid Crazy"               | 04:40 |
|    |                              |       |
| 4. | "Redemption" (live w studio) | 04:20 |
|    |                              |       |
| 5. | "Venomous" (live w studio)   | 03:30 |
|    |                              |       |
|    |                              | 21:51 |
|    |                              |       |

## Teledyski
- Forevermore (2008)

## Twórcy
- Brian Fair – śpiew
- Jonathan Donais – gitara prowadząca
- Matthew Bachand – gitara rytmiczna
- Paul Romanko – gitara basowa
- Jason Bittner – perkusja